# 英石
英石（英語：Stone，縮寫st）是英制質量單位之一，亦被英聯邦國家普遍採用。1英石等於6.35029318公斤或14磅；8英石等於1英擔（hundredweight）。
實施公制化後，英石已不再用於正式量重，但是英國人和愛爾蘭人還是喜歡用英石和磅一起作為體重的單位。例如11英石4磅，等於158磅（類似於身高用英尺和英寸的結合而不是只用英寸）。

## 外部連結
- 英國：度量衡單位規則（1995年） （页面存档备份，存于）